# Сипуха сулавеська
Сипуха сулавеська (Tyto rosenbergii) — вид совоподібних птахів родини сипухових (Tytonidae).

## Назва
Вид названо на честь німецького дослідника Германа фон Розенберга (1817—1888).

## Поширення
Ендемік Індонезії. Поширений на островах Сулавесі, Сангіхе та Пеленг.

## Опис
Сипуха сулавеська завдовжки від 43 до 46 см. Оперення сіро-коричневе з розсипаними білими плямами і прожилками. Лицьова диск білий, обмежений коричневою лінією, серцеподібної форми. Черево блідо-жовте з коричневими плямами.

## Спосіб життя
Трапляється у вторинних лісах, плантаціях, луках та полях з наявністю дерев. Полює вночі на дрібних ссавців.